# Runnels County
Runnels County je okres ve státě Texas v USA. K roku 2010 zde žilo 10 501 obyvatel. Správním městem okresu je Ballinger. Celková rozloha okresu činí 2 738 km².